# Coccoloba praestans
Coccoloba praestans är en slideväxtart som beskrevs av A. Borhidi. Coccoloba praestans ingår i släktet Coccoloba och familjen slideväxter. Inga underarter finns listade i Catalogue of Life.